# Barrow (grafheuvel)

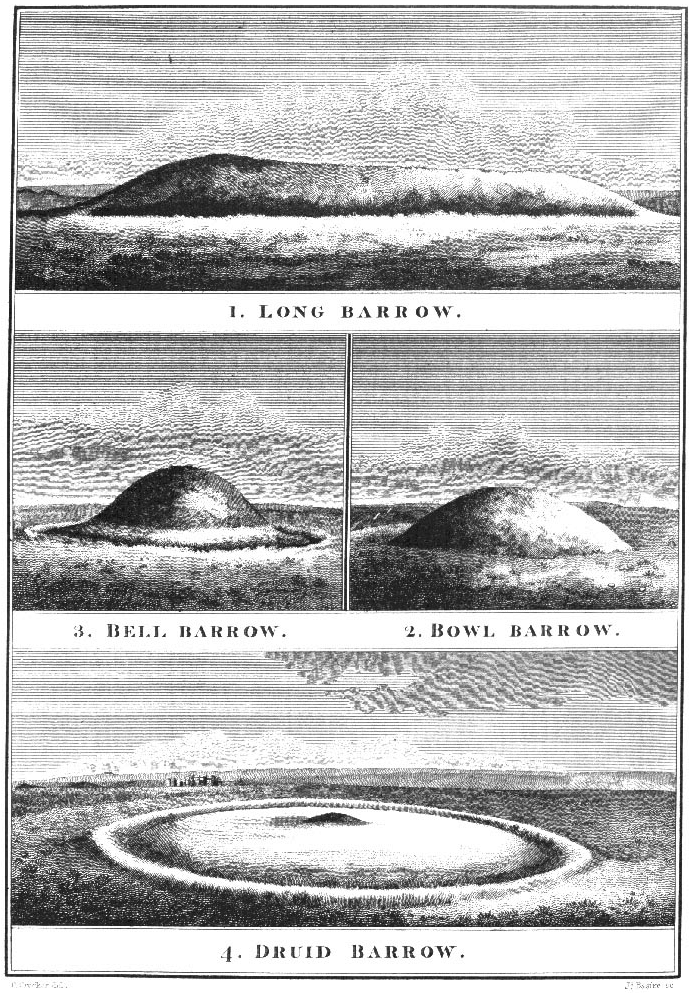
Afbeeldingen van de long barrow, de bell barrow, de bowl barrow en de druid barrow

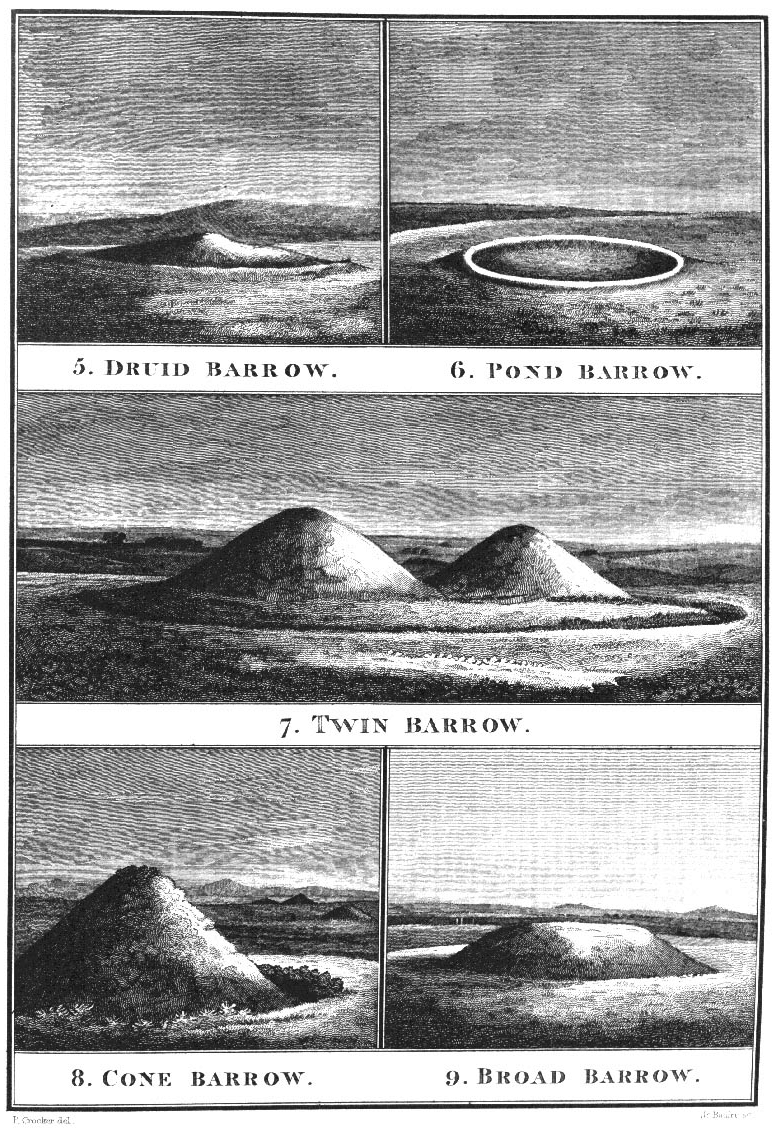
Afbeeldingen van de druid barrow, de pnd barrow, de twin barrow, de coan barrow en de broad barrow

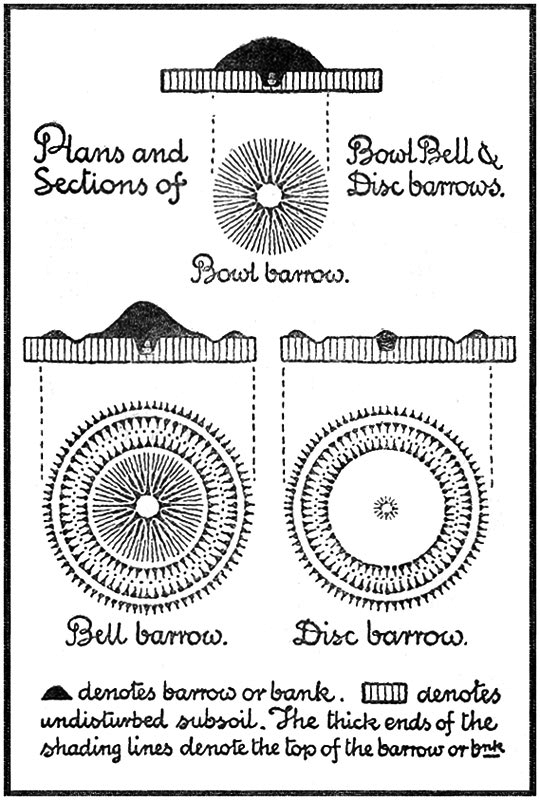
De bowl barrow, bell barrow en disc barrow

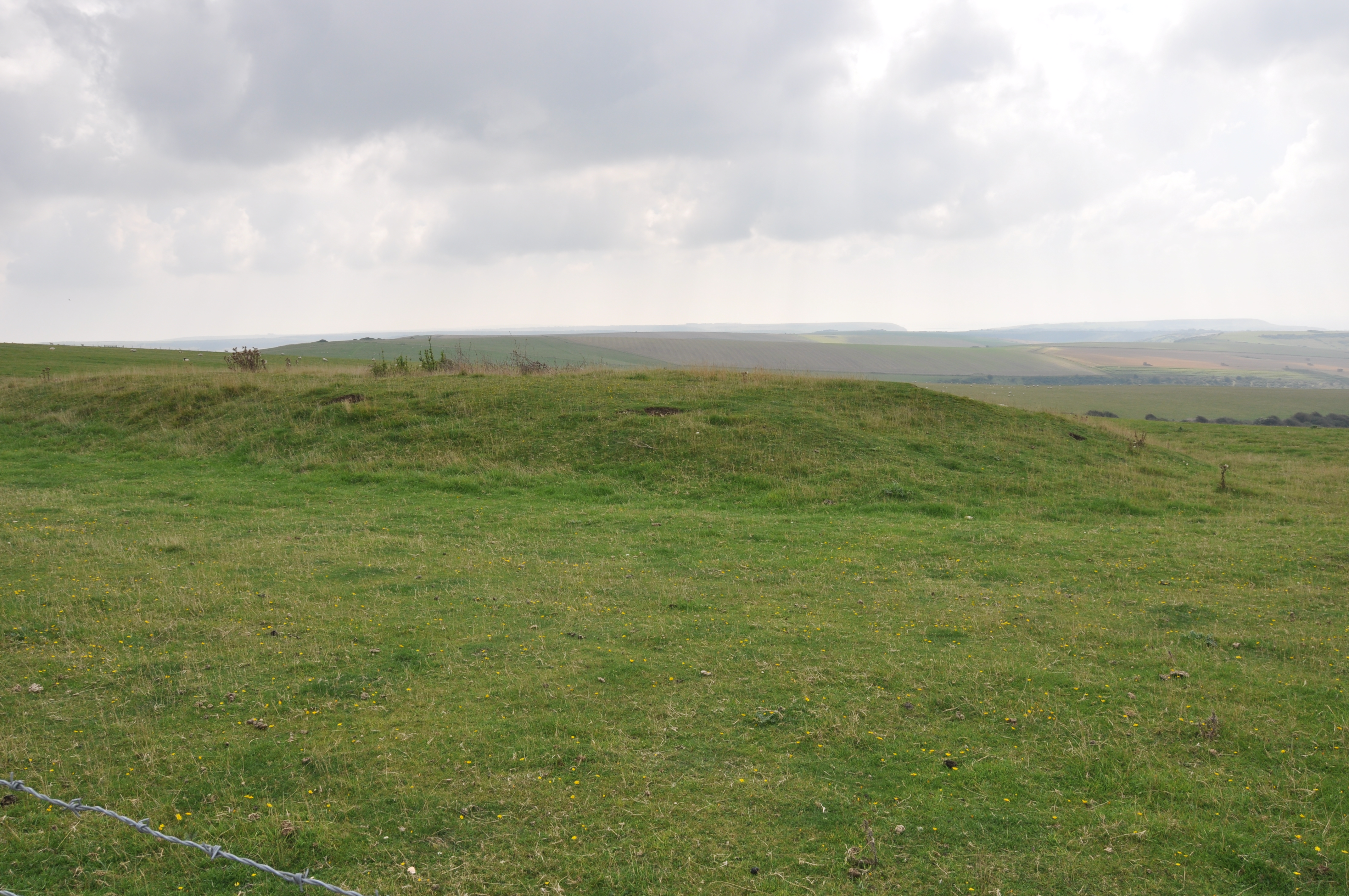
Een oval barrow met aangrenzende bowl barrow

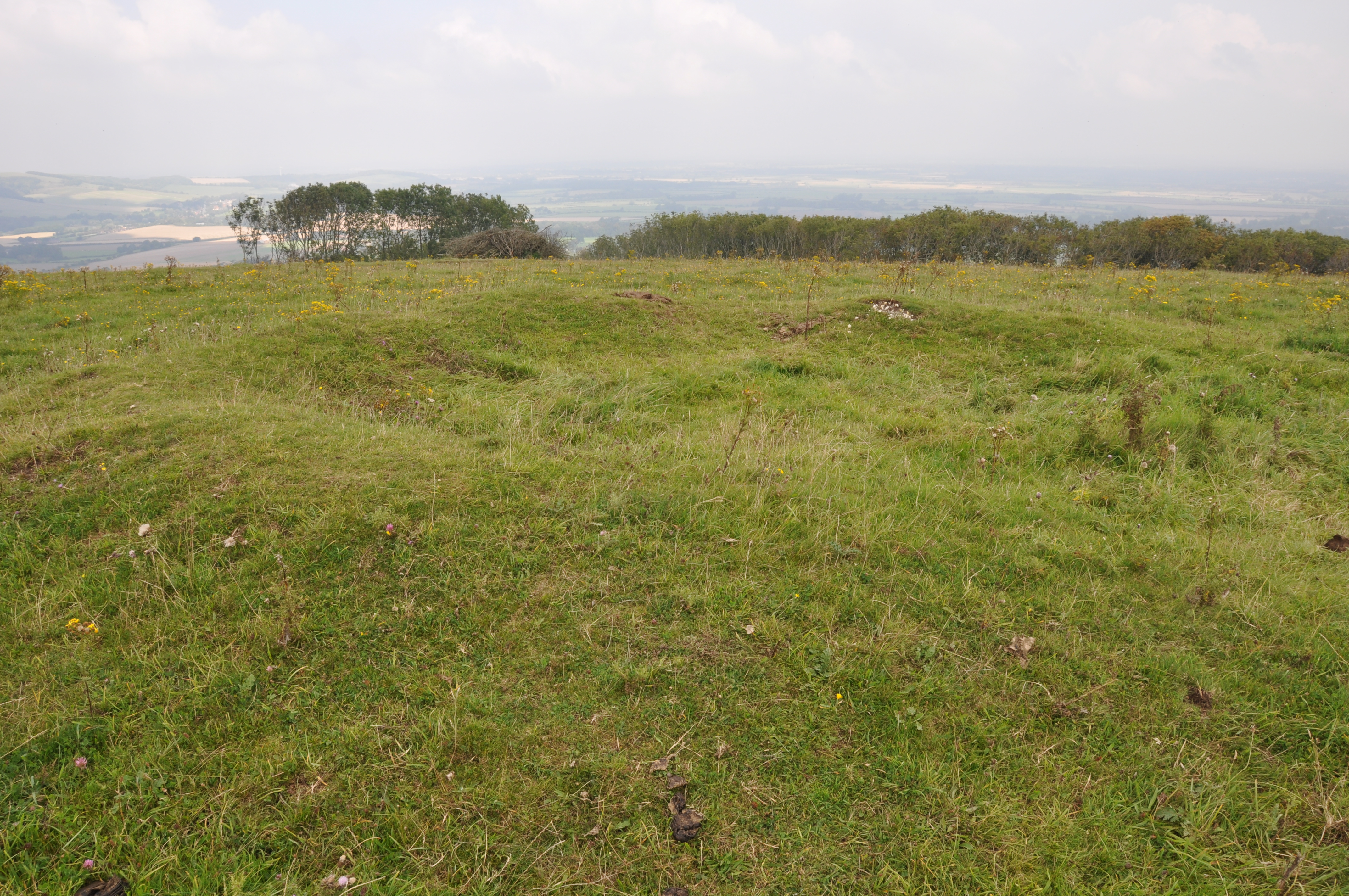
Een saucer barrow en een bowl barrow

Een barrow is de Britse benaming voor een grafheuvel.
Er zijn verschillende vormen:
- De long barrow komt meestal uit het neolithicum en de heuvel is rechthoekig of heeft een trapeziumvorm. Er zijn ongeveer 300 long barrows bekend in Schotland en Engeland. De aangetroffen botten liggen vaak verspreid, wat kan duiden op excarnatie voorafgaand aan de plaatsing in de grafheuvel. Er worden soms wel 50 doden in een long barrow aangetroffen. De graven werden bedekt met een cairn of omringd door een houten palissade en pas daarna werd de grafheuvel opgeworpen. Er wordt nog onderscheid gemaakt tussen de unchambered long barrow (ook wel non-megalithic long barrows of unchambered long cairns) en de chambered long barrow, alhoewel dit ook te maken kan hebben met de beschikbaarheid van materialen in de omgeving.
- De bank barrow (ook wel barrow-bank, ridge barrow of ridge mound genoemd) is een lange, kronkelige heuvel, vaak door sloten omgeven. Er zijn minder dan 10 bank barrows bekend.
- De bell barrow (ook wel Wessex type barrow, campanulate form barrow of bermed barrow) is een ronde grafheuvel of een grafheuvel omgeven door een ronde greppel. Er ligt een berm tussen de heuvel en de greppel. De meeste bell barrows in het Verenigd Koninkrijk komen uit de vroege bronstijd. Een voorbeeld zijn de twee twee zuidwestelijke Vorstengraven van de Devil's Humps. Er is nog een onderverdeling te maken in de bell barrows:
  - Type Ia: een enkele grafheuvel met een smalle berm
  - Type Ib: een enkele grafheuvel met een normale berm
  - Type Ic: een enkele grafheuvel met een brede berm
  - Type II: twee grafheuvels
  - Type III: drie grafheuvels
  - Type IV: vier grafheuvels
- De bowl barrow (ook wel cairn circle, cairn ring, howe, kerb cairn, tump of rotunda grave) komt uit het neolithicum en de bronstijd. Er is soms een cirkel van stenen en een greppel die de omtrek van de grafheuvel omsluit. Er is een onderverdeling te maken:
  - Type 1: grafheuvels zonder steencirkel en greppel
  - Type 2: grafheuvels zonder steencirkel, maar met een ononderbroken greppel
  - Type 3: grafheuvels zonder steencirkel, maar met een bijna gesloten ringvormige greppel (met een opening)
  - Type 4: grafheuvels zonder steencirkel, maar met een gesegmenteerde greppel
  - Type 5: grafheuvels met een steencirkel, maar zonder greppel
  - Type 6: grafheuvels met een steencirkel met ononderbroken greppel
  - Type 7: grafheuvels met een steencirkel met een bijna gesloten ringvormige greppel (met een opening)
  - Type 8: grafheuvels met steencirkel en met een gesegmenteerde greppel
  - Type 9: gestructureerd, maar zonder greppel
  - Type 10: gestructureerd met ononderbroken greppel
  - Type 11: gestructureerd met bijna gesloten ringvormige greppel (met een opening)
  - Type 12: gestructureerd met gesegmenteerde greppel
- De d-shaped barrow is een ronde grafheuvel met een doelbewust vlakke rand aan de ene kant, vaak omsloten door stenen platen
- De disc barrow heeft een ovaal of rond plat platform, ingesloten door een ononderbroken heuvel waarbinnen een greppel ligt. Soms is het platform hoger dan het omliggende landschap. Op het platform liggen één of meerdere kleine heuvels die de doden (in een kuil of steenkist) bedekken. Dit type grafheuvel komt voornamelijk voor in Wessex.
- De fancy barrow - generieke term voor elke grafheuvel uit de bronstijd; uitgebreider dan een eenvoudige halfronde vorm
- De oval barrow - een neolithische long barrow (bestaande uit een elliptische, in plaats van rechthoekige of trapeziumvormige heuvel). Er wordt wel aangenomen dat de oval barrow een overgang is tussen de long barrow en de round barrows.
- De platform barrow is de minst voorkomende van de erkende soorten round barrows. Ze bestaat uit een platte, brede ronde heuvel die omringd kan worden door een greppel. Ze komen op grote schaal in heel Zuid-Engeland voor, met een duidelijke concentratie in Oost en West Sussex.
- De pond barrow is een grafheuvel die bestaat uit een ondiepe cirkelvormige depressie, omgeven door een ophoging rond de rand van de depressie. Dit type komt uit de bronstijd.
- De ring barrow is een ophoging die meerdere begravingen omringt.
- De round barrow is een ronde vorm, gemaakt door mensen in de bronstijd. Deze vorm werd ook door de Romeinen, Vikingen en Saksen gebruikt.
- De saucer barrow is een ronde grafheuvel uit de bronstijd met een lage, brede heuvel die omringd wordt door een greppel (met soms een externe ophoging)
- De square barrow is een begraafplaats, meestal uit de ijzertijd, met smalle, vierkante greppels die de omgeving van het centrale graf omsluiten, soms door een grafheuvel afgedicht

## Afbeeldingen

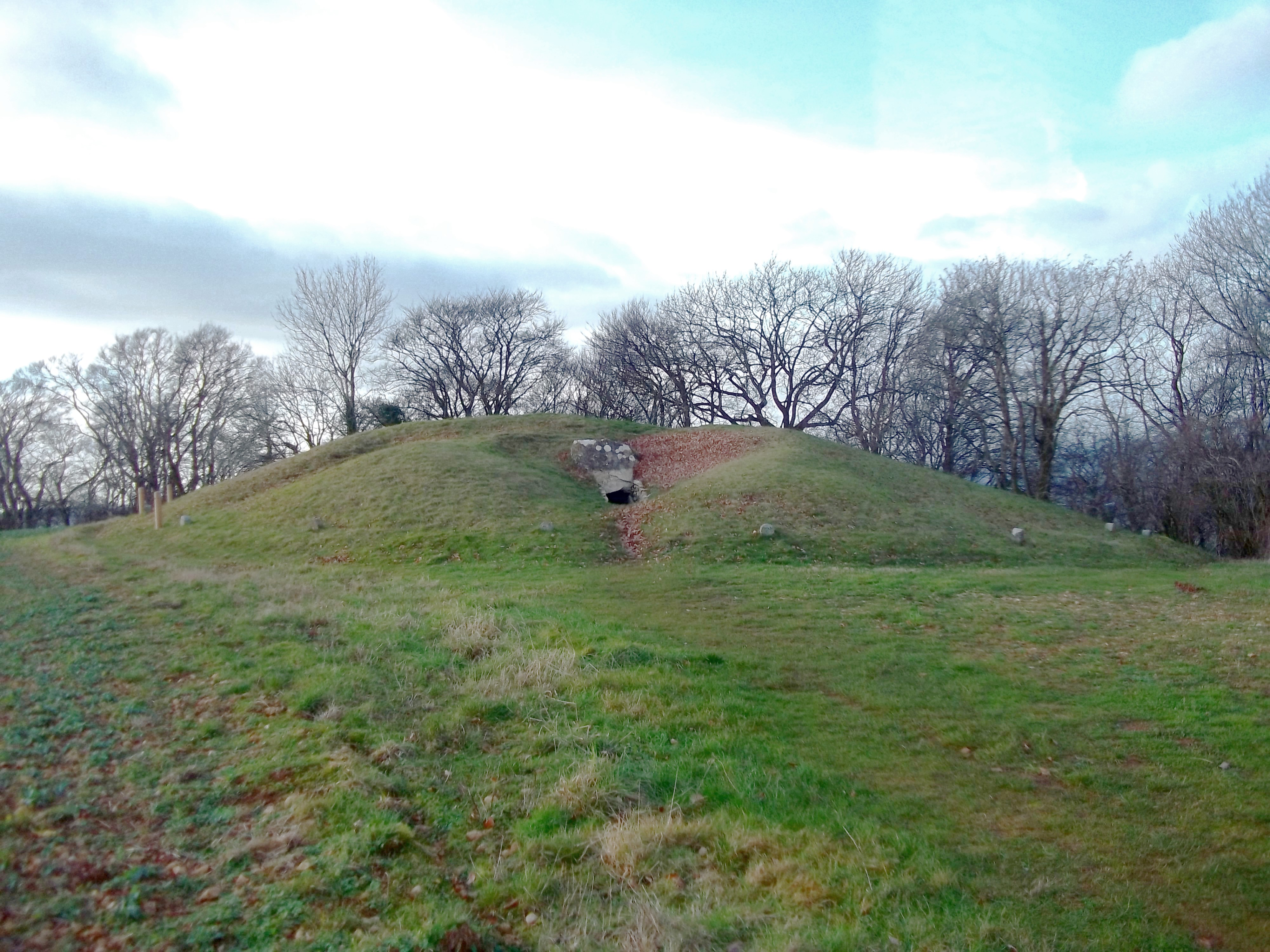
De Uley Long Barrow, ook bekend als Hetty Pegler's Tump in Uley
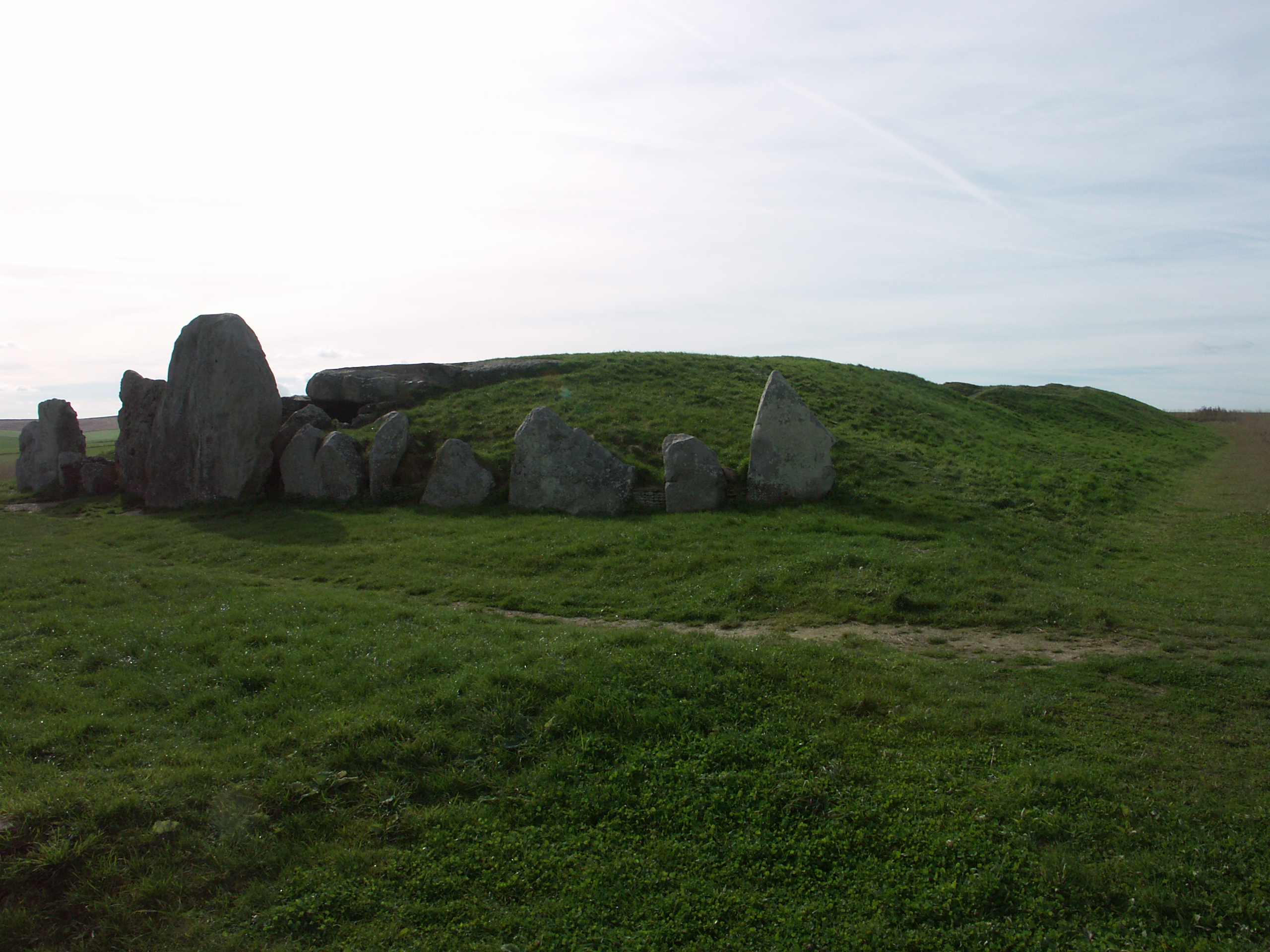
De West Kennet Long Barrow
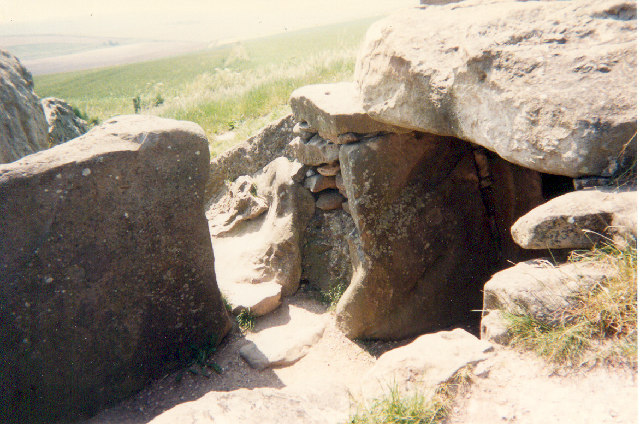
Ingang tot de West Kennet Long Barrow met vijf megalitische kamers
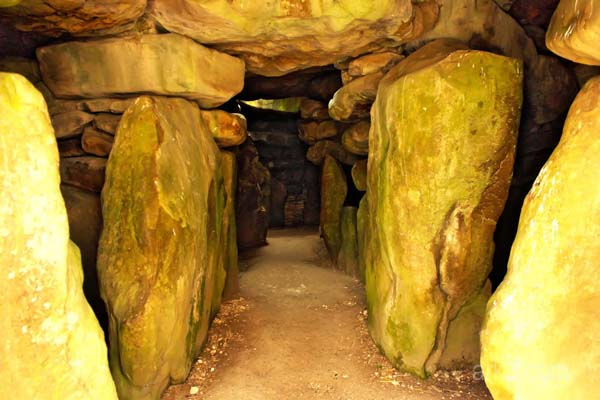
Interieur van de West Kennet Long Barrow
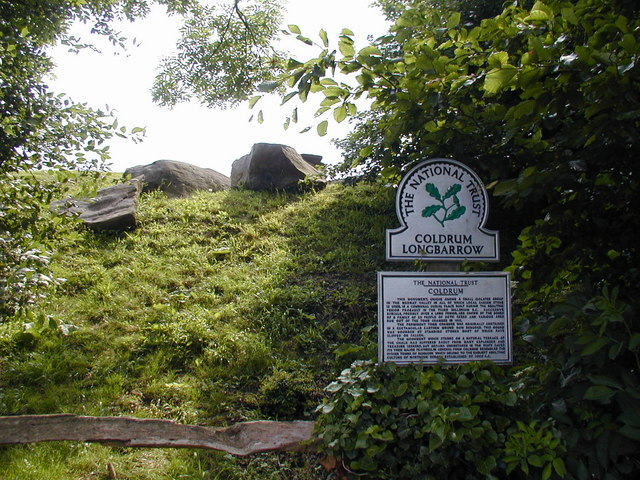
De Coldrum Long Barrow en bord van The National Trust
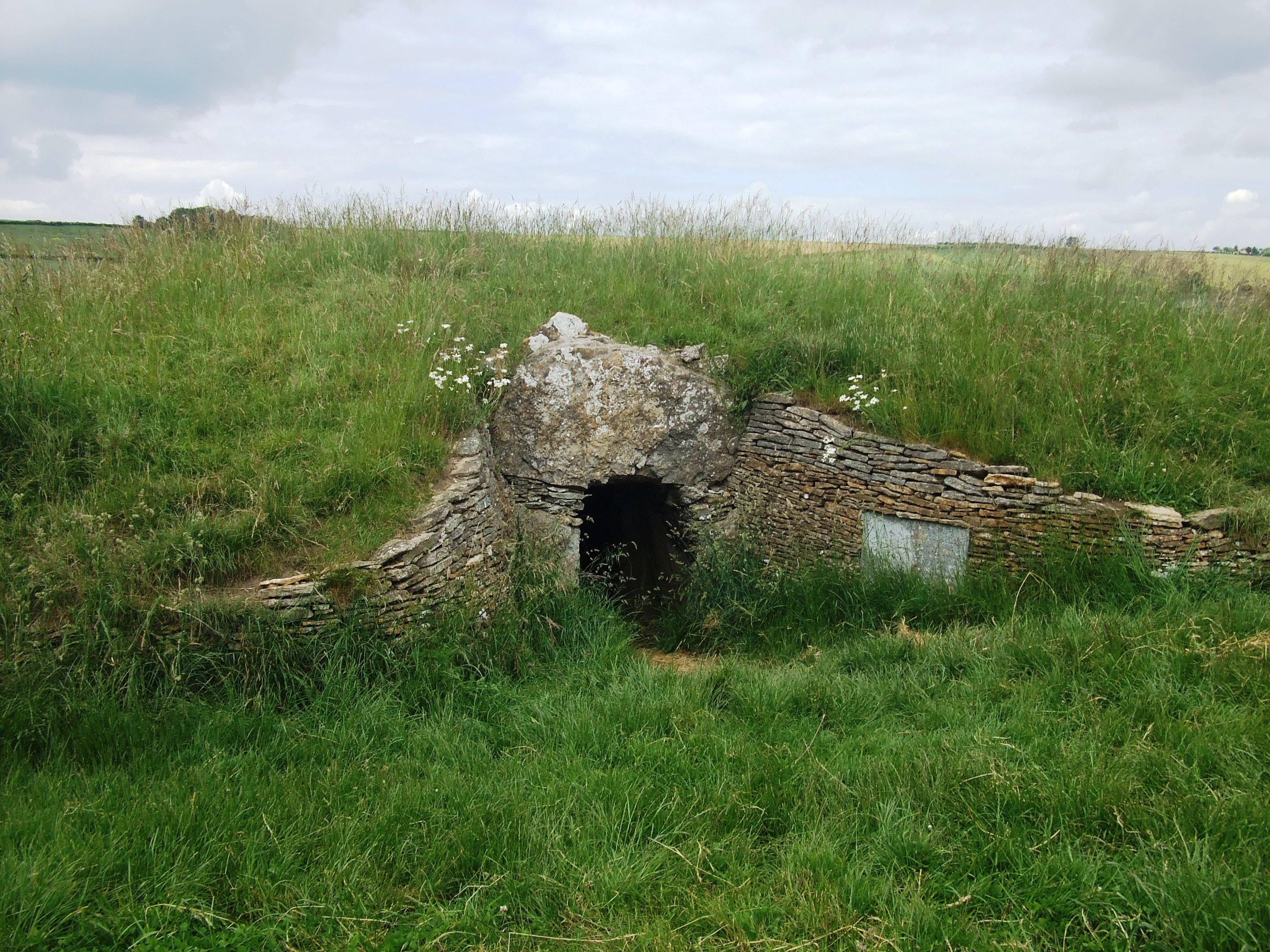
Ingang van de Stoney Littleton Long Barrow
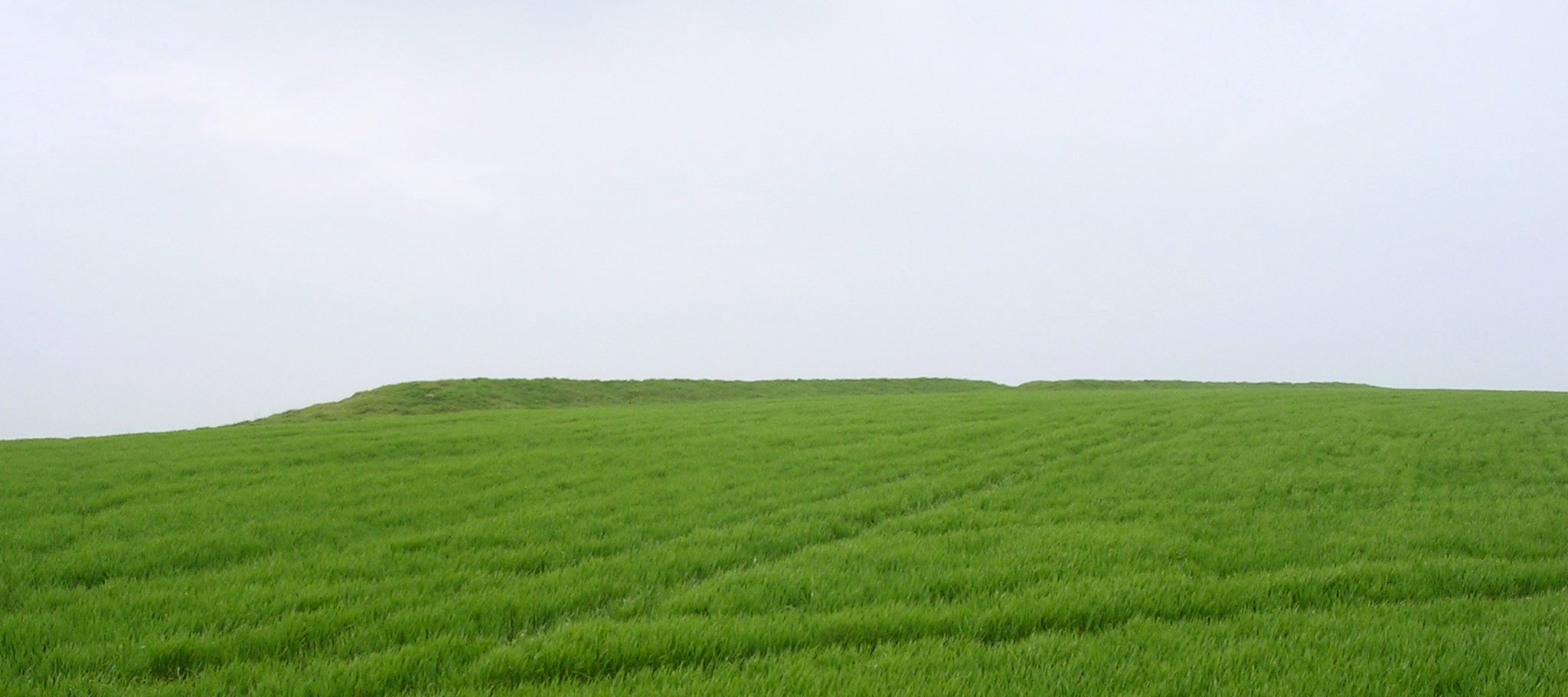
De Long Bredy Bank Barrow is zo'n 200 meter lang
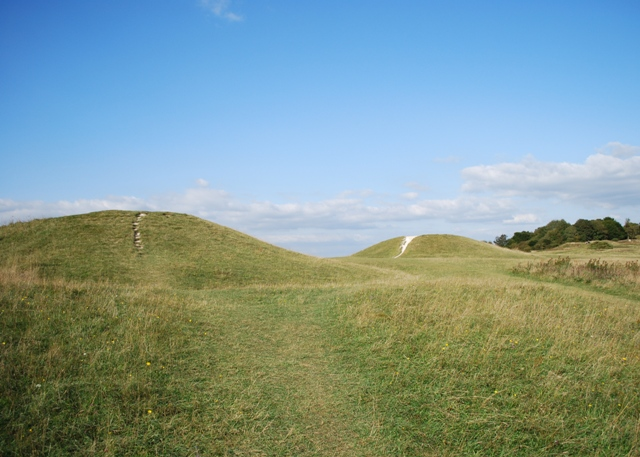
De twee bell barrows van de Devil's Humps
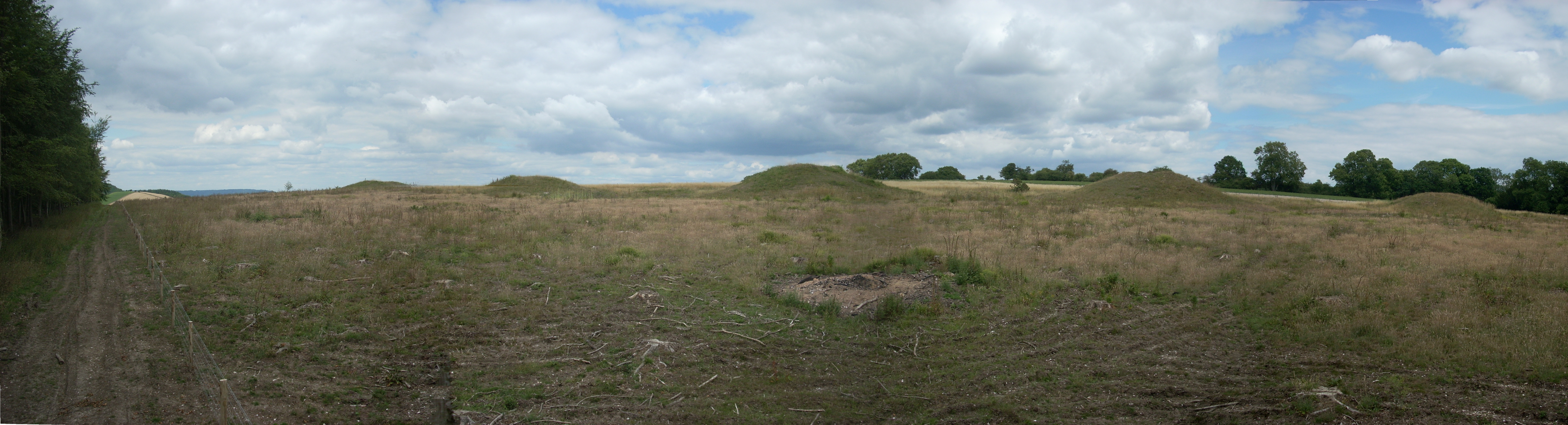
De vijf bell barrows van de Devil's Jumps
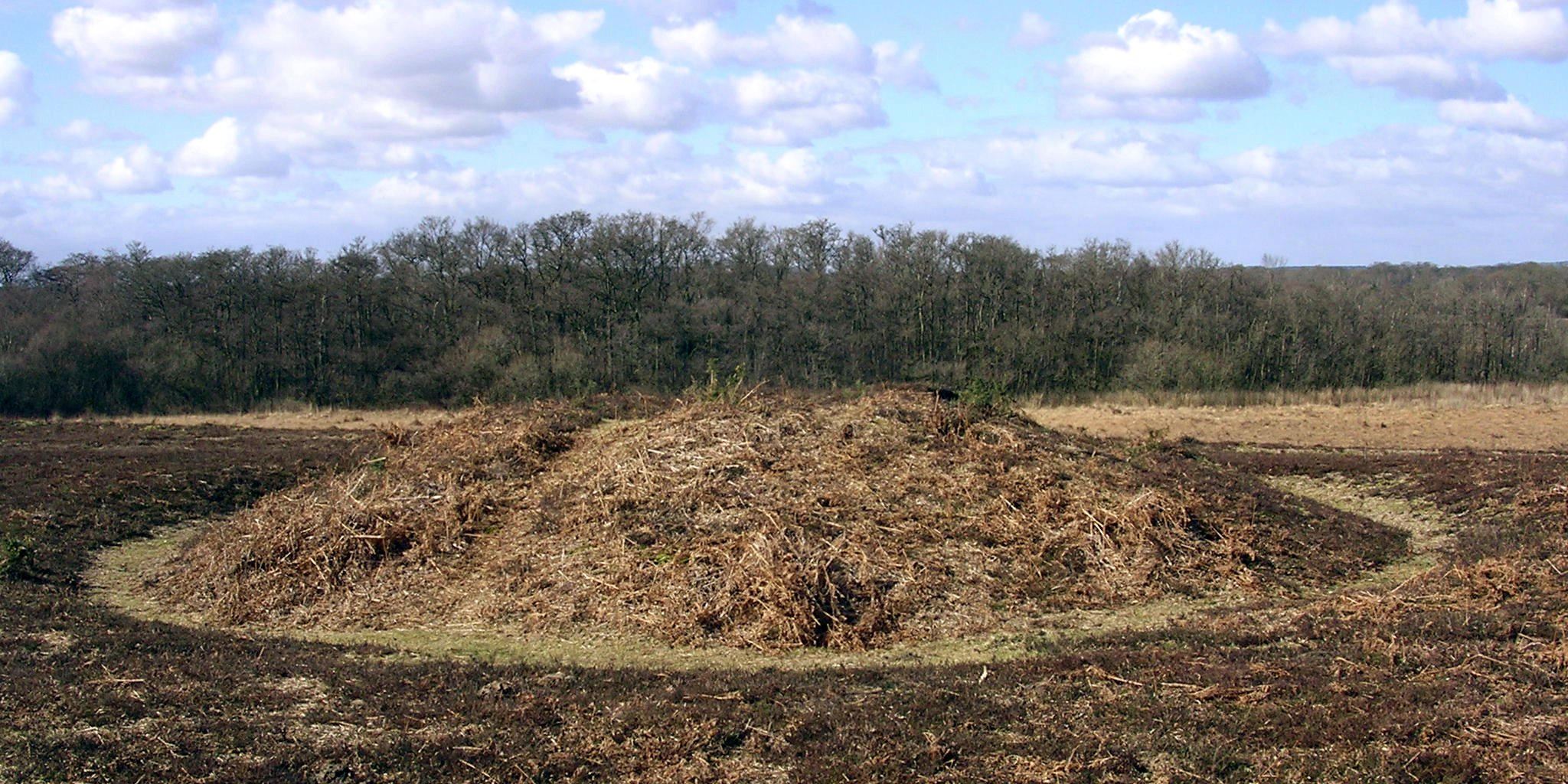
Een bowl barrow op de Matley Heath
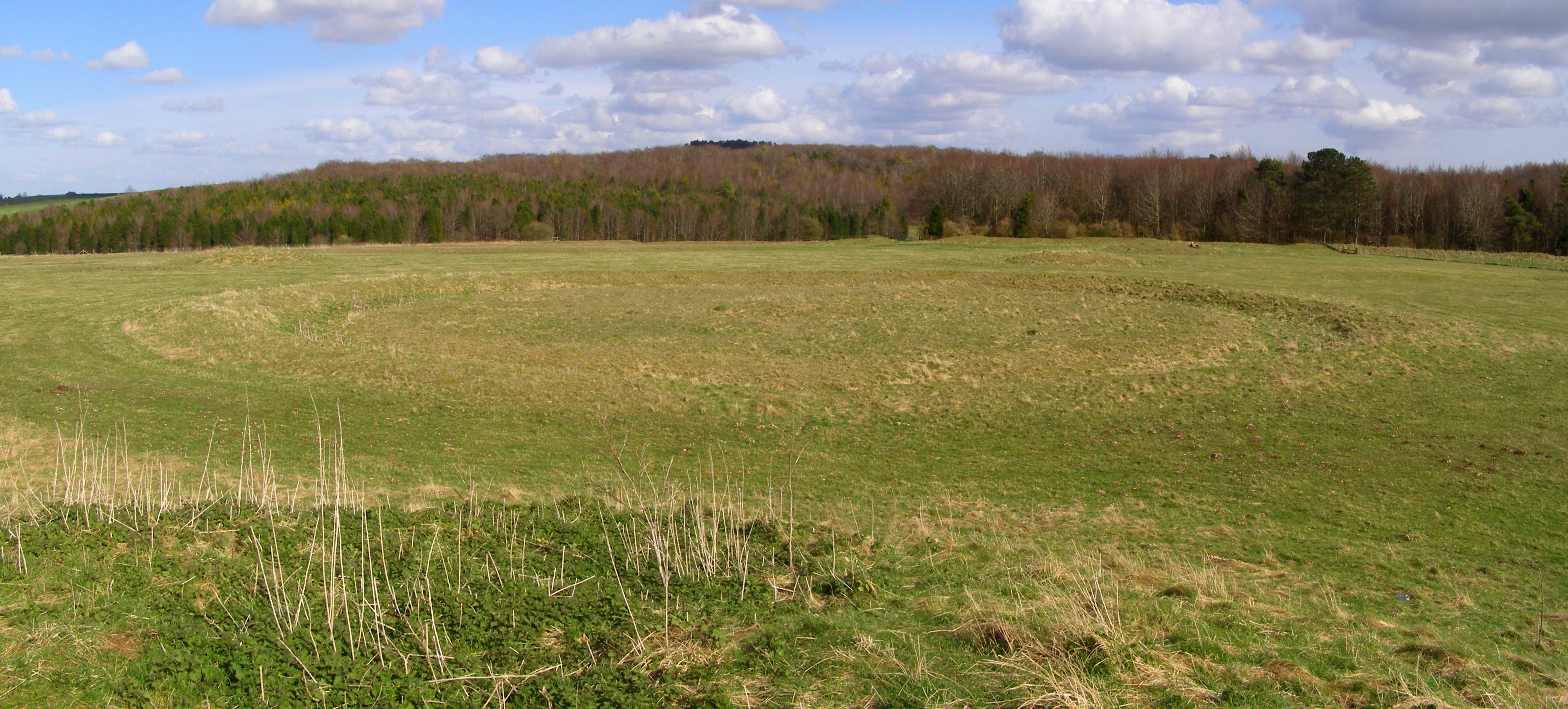
Een disc barrow op het Oakley Down Barrow Cemetery in Dorset
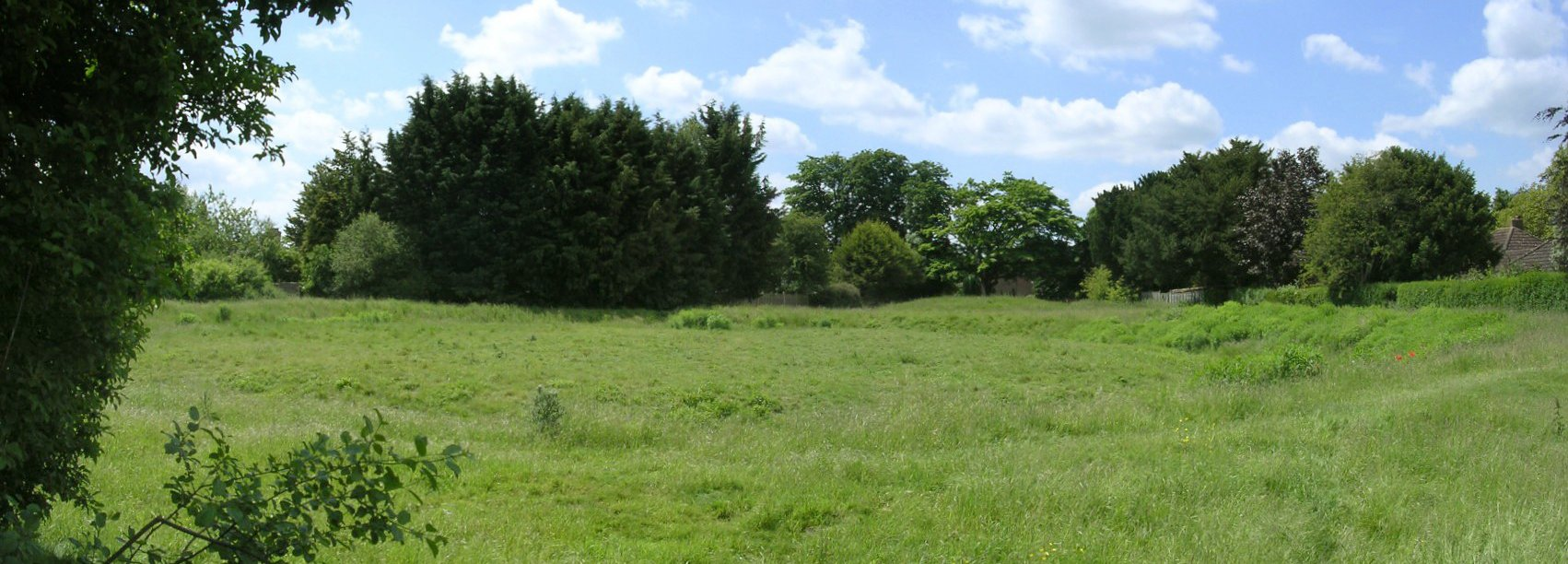
De disc barrow bij Flowerdown Barrows vlak bij Littleton